# Astragalus valparadisiensis
Astragalus valparadisiensis är en ärtväxtart som beskrevs av Carlos Luis Spegazzini. Astragalus valparadisiensis ingår i släktet vedlar, och familjen ärtväxter. Inga underarter finns listade i Catalogue of Life.